# Sivatag-tó
A Sivatag-tó (spanyolul Lago del Desierto) Argentína egyik tava. A helyszín az 1965-től néhány évtizeden át tartó argentin–chilei konfliktusok okozója volt, ma kedvelt turisztikai célpont, hajókirándulásokra is lehetőség van.

## Földrajz
A tó Argentína déli részén, az Andok hegyei között található, a Viedma-tótól északra, közel a chilei határhoz. Közigazgatásilag Santa Cruz tartomány Lago Argentino megyéjéhez tartozik. Egy völgyben hosszan nyúlik el északkelet–délnyugati irányban: míg hossza meghaladja a 10 km-t is, addig legnagyobb szélessége mindössze 1,2 km. Vize tiszta és hideg, a Las Vueltas folyó vezeti le.
Egyetlen pisztrángfaja a szivárványos pisztráng.

## Az argentin–chilei konfliktus a tó körül
1965. november 6-án néhány chilei carabinero a tó körüli argentin területen táborozott, ezt észlelve az argentin csendőrség több tucat tagja (az argentinok szerint nem több mint 40, a chileiek szerint 90) rájuk tört, a lövöldözésben pedig egy chilei carabinero, Hernán Merino Correa életét vesztette. Az argentinok szerint ő lőtt először. Három társát letartóztatták, zászlójukat pedig elvették, és egy, a csendőrséghez tartozó múzeumban helyezték el. Az események hatására Chilében felháborodás tört ki, tüntetések kezdődtek, kővel dobták be az argentin légitársaság helyi irodáinak ablakát, sőt, még argentin zászlót is égettek. Mintegy 700 carabinerót helyeztek készenlétbe, hogy bármikor megtámadhassák a területet, ám végül erre nem került sor. A konfliktus évtizedekre befagyott, csak az 1990-es évek elején rendeződtek végleg a határ körüli térségek vitái a két ország között. A chileiektől 1965-ben szerzett zászlót az argentinok 2017-ben adták vissza az országnak.

## Képek

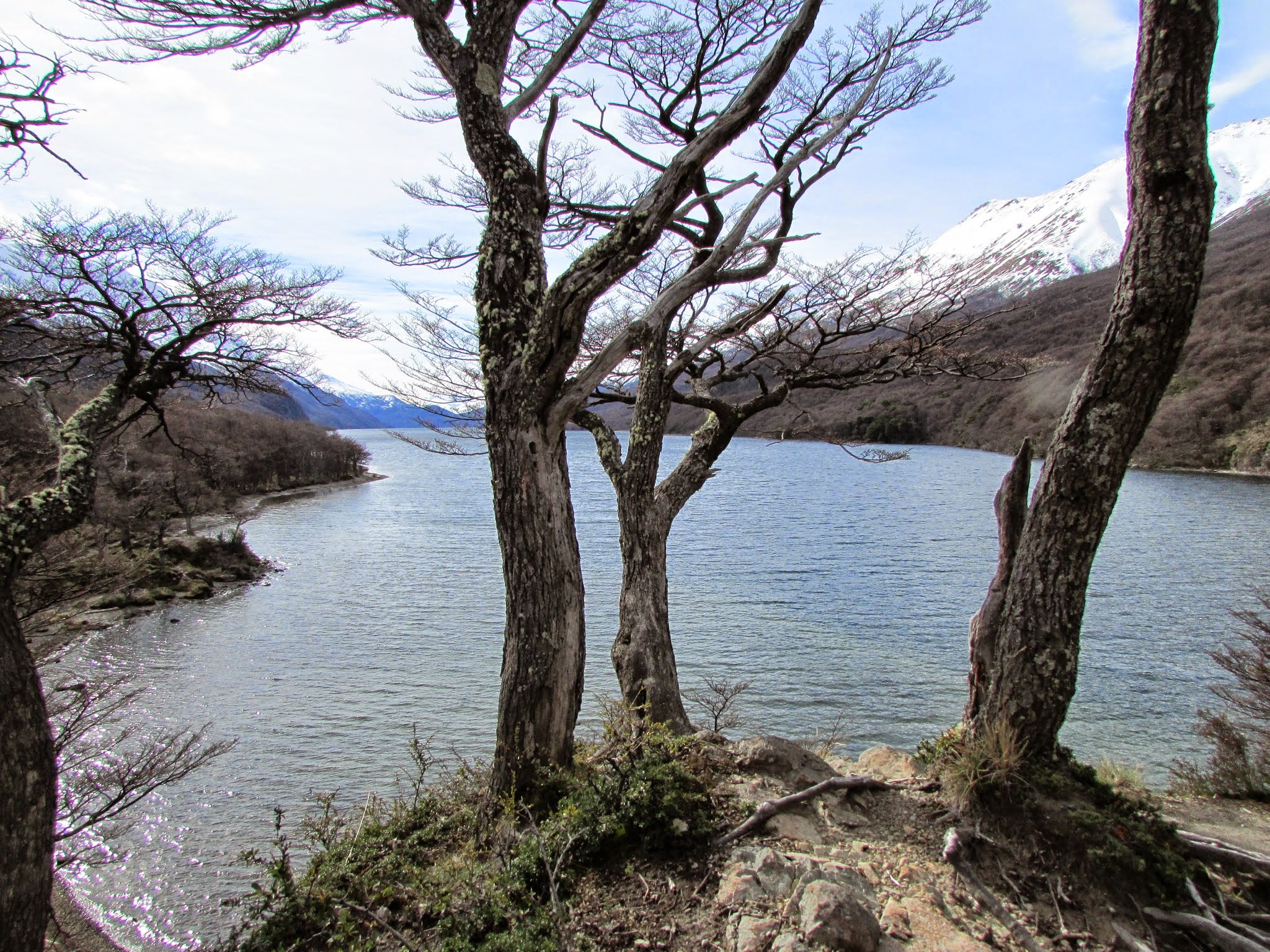
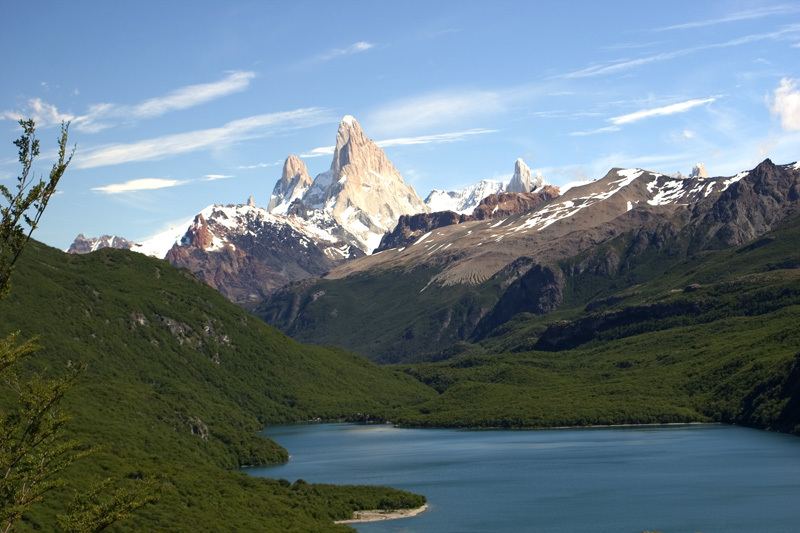
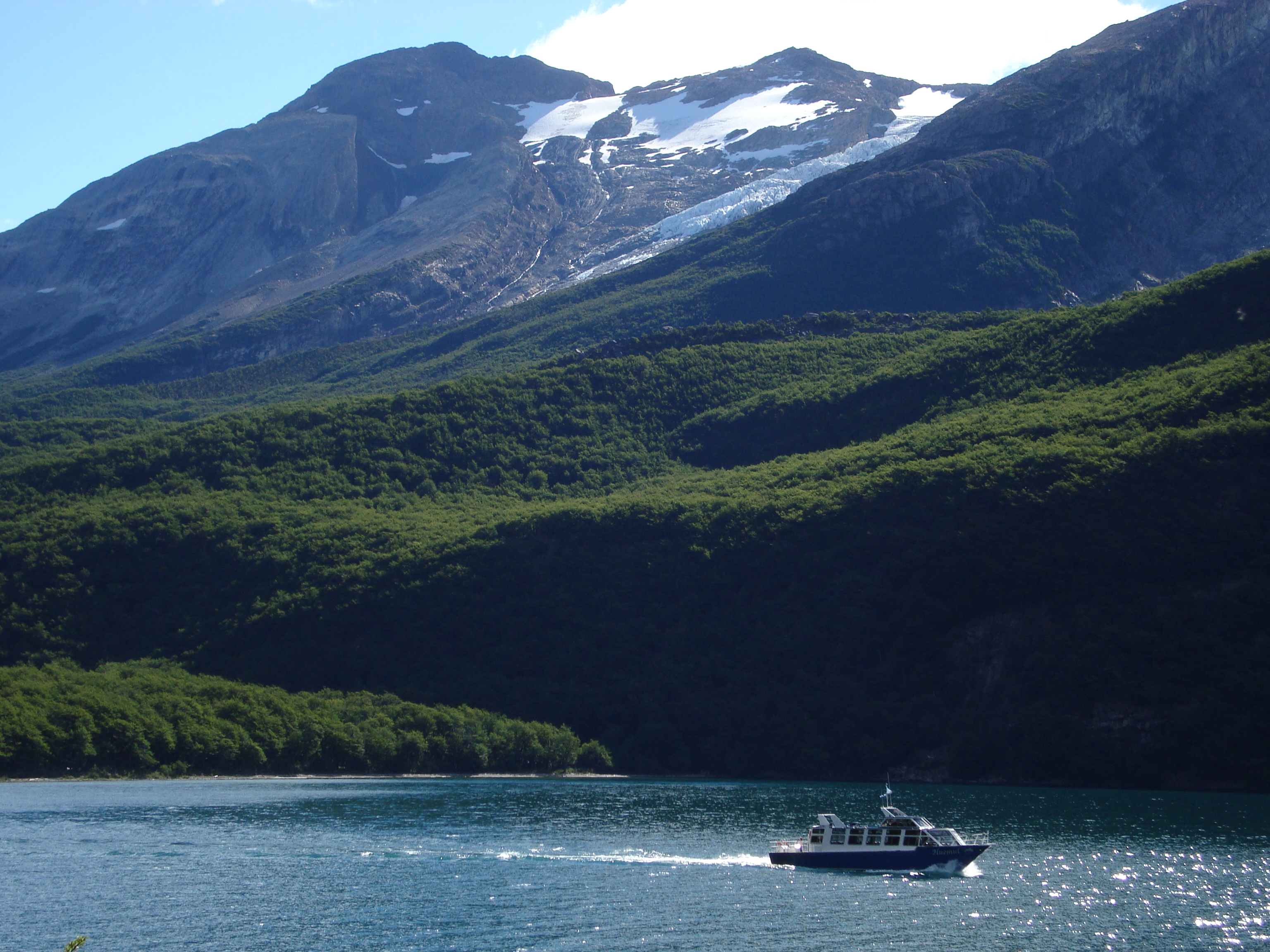
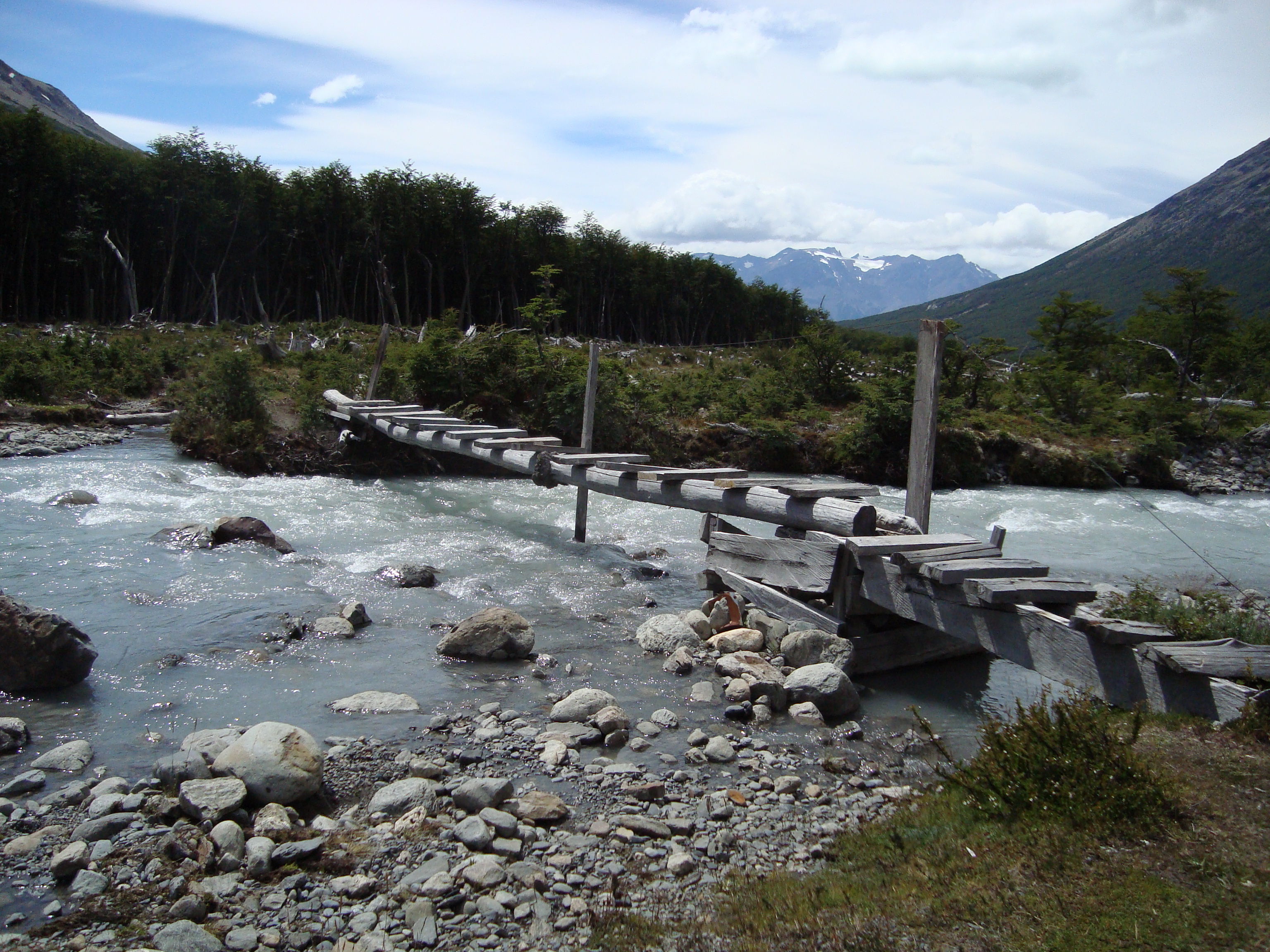